# Gemmula granosus
Gemmula granosus is een slakkensoort uit de familie van de Turridae. De wetenschappelijke naam van de soort is voor het eerst geldig gepubliceerd in 1779 door Helbling.